# Sedum zentarotashiroi
Sedum zentarotashiroi är en fetbladsväxtart som beskrevs av Tomitaro Makino. Sedum zentarotashiroi ingår i Fetknoppssläktet som ingår i familjen fetbladsväxter. Inga underarter finns listade i Catalogue of Life.